# Dalaradia
Dál nAraidi (gelatiniseerd tot Dalaradia) was een koninkrijk van de Cruthinen in het noordoosten van Ierland tijdens het eerste millennium. Het gebied van Dál nAraidi zou overeenkomen met de Robogdii van Claudius Ptolemaeus' Geographike Hyphegesis. Het was gelegen aan de noordelijke kust van Lough Neagh in Zuid-Antrim. Dál nAraidi was het tweede koninkrijk van Ulster en zijn vorsten wedijverden vele eeuwen met de Dál Fiatach voor het opperkoningschap. Het valt te betwijfelen of het koninkrijk Dál nAraidi tot de 8e eeuw bestaan heeft en toen niet veeleer een los verband was van kleinere koninkrijken.